# Liever
Liever is een nummer van de Nederlandse rapper Diggy Dex uit 2014, in samenwerking met de Nederlandse singer-songwriter Stef Bos.

## Achtergrondinformatie
"Liever" is een herbewerking van Ik heb je lief van Stef Bos uit 1992. Het refrein en de brug zijn hetzelfde als in het origineel, terwijl de coupletten zijn vervangen door raps van Diggy Dex. De tekst doet een liefdesverklaring aan een vrouw vermoeden, maar gaat in werkelijkheid over de hernieuwde liefde voor het podium. "Ik was de lol in het optreden en in het maken van muziek een tijdje kwijt. Dat hoor je ook terug op het album en zeker ook in dit nummer", aldus Diggy Dex. Diggy Dex en Stef Bos wilden lange tijd al een keer samenwerken. "Ik was erg onder de indruk van de remix die Diggy Dex ooit eens zes jaar geleden maakte van Is dit nou later?. Door omstandigheden kwam het er toen niet van, maar we hebben altijd contact gehouden en nu ligt dit prachtige resultaat er", aldus Bos.
Ondanks regelmatige airplay op de Nederlandse radio, haalde het nummer de Nederlandse hitlijsten niet. In Vlaanderen kwam het tot de 30e positie in de Tipparade.

## Tracklijst
- Muziekdownload

1. "Liever" - 3:55